# Округ Дефајанс (Охајо)
Дефајанс (енгл. Defiance County) је округ у америчкој савезној држави Охајо.

## Демографија
По попису из 2010. године број становника је 39.037, што је 463 (-1,2%) становника мање него 2000. године.
| Група             | 2000.          | 2010.          |
| Белци             | 35.471 (89,8%) | 34.345 (88,0%) |
| Афроамериканци    | 692 (1,8%)     | 725 (1,9%)     |
| Азијати           | 142 (0,4%)     | 119 (0,3%)     |
| Хиспаноамериканци | 2.857 (7,2%)   | 3.409 (8,7%)   |
| Укупно            | 39.500         | 39.037         |